# Microcharon ourikensis
Microcharon ourikensis là một loài chân đều trong họ Microparasellidae. Loài này được Yacoubi-Khebiza, Boulanouar & Coineau miêu tả khoa học năm 1997.